# National Lottery
Pour les articles homonymes, voir Loterie nationale.

Stands de jeu de la "National Lottery"

La National Lottery est la loterie nationale du Royaume-Uni. Elle a été fondée en 1993 par le groupe Camelot.
De 1993 à 2001, cette loterie a permis le financement de la Commission du Millénaire dont les activités ont cessé en 2006.

## Jeux
Il y a un nombre de jeux différents en opération sous le nom de National Lottery : 

### Lotto
On choisit six nombres entre 1 et 59 (oct. 2015). Deux fois par semaine (samedi et mercredi), on tire six balles à ces numéros d'une machine, et puis une autre (la « bonus ball »). On gagne un prix si on a choisi entre trois et six nombres corrects, ou également si on a choisi cinq nombres corrects et la « bonus ball ». Celui qui choisit les six numéros sortant de la machine gagne le « jackpot » (le gros lot). S'il y a plus d'un gagnant, on divise l'argent entre eux. La probabilité de gagner le gros lot est à 1 chance sur 45 057 474. Chaque billet coûte une livre sterling.
Le tirage de samedi a débuté le 19 novembre 1994, et celui de mercredi a débuté le 5 février 1997. Le tirage est diffusé à la télévision sur la chaîne BBC One, et à la radio sur la BBC Radio 5 Live.
| Correspondance               | Prix               | Probabilité  |
| ---------------------------- | ------------------ | ------------ |
| 2 numéros                    | 2 £ (fixé)         | 1/10         |
| 3 numéros                    | 30 £ (fixé)        | 1/96         |
| 4 numéros                    | 140 £ (fixé)       | 1/2 180      |
| 5 numéros                    | 1 £ 750 (fixé)     | 1/144 415    |
| 5 numéros et le "bonus ball" | 1 000 000 £ (fixé) | 1/7 509 579  |
| 6 numéros                    | Jackpot            | 1/45 057 474 |

## Autres activités
L'Heritage Lottery Fund (en) a été fondé par le gouvernement britannique en 1994 dans le but de remettre de l'argent à des « projets touchant au patrimoine local, régional ou national ». Le fonds est alimenté par le biais de Good Causes du National Lottery. Depuis 1994, l'Heritage Lottery Fund a versé environ 4 milliards de livres sterling à environ 26 000 projets.

## Réglementation
La Loterie nationale est réglementée par la Commission des jeux d'argent. Les organismes de réglementation précédents étaient l'Office de la Loterie nationale jusqu'au 1er avril 1999, et la Commission de la Loterie nationale - un organisme public indépendant relevant du ministère de la Culture, des Médias et du Sport - jusqu'au 1er octobre 2013.
La Loterie a été créée en 1993 en vertu de la loi sur la Loterie nationale, etc. de 1993 et a été réformée en vertu de la loi sur la Loterie nationale de 1998 et de la loi sur la Loterie nationale de 2006.
La Loterie nationale est membre de l'Association mondiale des loteries.

## Bonnes causes
En mars 2022, la loterie nationale du Royaume-Uni a établi un nouveau record annuel en collectant 1,84 milliard de livres sterling pour des bonnes causes entre mars 2021 et mars 2022.
Jusqu'en 2016, la Loterie nationale avait réuni environ 35 milliards de livres sterling pour des programmes de subventions en faveur des bonnes causes. 25 % des revenus de la loterie sont affectés à ce fonds, auxquels s'ajoutent les prix non réclamés. Par ailleurs, 12 % sont reversés à l'État. Les prix représentent environ 53 % des revenus, les 10 % restants couvrant les frais de fonctionnement et les bénéfices des organisateurs de la loterie et des revendeurs de billets.
La responsabilité de la distribution des fonds aux bonnes causes ne relève pas de l'opérateur (Camelot), mais de douze organismes distributeurs qui composent le Fonds de distribution de la Loterie nationale (NLDF). Ce fonds est administré par le gouvernement, plus précisément par le Département de la Culture, des Médias et du Sport, qui parraine également l'Institut britannique du film et utilise une partie des fonds de la Loterie nationale pour encourager la production cinématographique. Actuellement, 40 % des fonds sont alloués à la santé, à l'éducation, à l'environnement et aux causes caritatives, 20 % au sport, 20 % aux arts et 20 % au patrimoine.
Le 19 novembre 2014, la Loterie nationale a célébré les 20 ans de son fonds des bonnes causes, qui a permis de collecter 32 milliards de livres sterling pour des œuvres caritatives et des projets au Royaume-Uni. Cette célébration a été marquée par la campagne "Just Imagine", mettant en avant l'impact de cet argent sur les communautés britanniques. Parmi les réalisations notables, on compte le financement de plus de 1300 athlètes d'élite, dont Sir Chris Hoy, un investissement de 43,5 millions de livres sterling dans le National Cycle Network et le soutien à 12 700 clubs après l'école.
Le Heritage Lottery Fund, créé par le gouvernement en 1994, fournit des financements pour des projets liés au patrimoine local, régional et national. Les fonds proviennent des sommes collectées par les bonnes causes de la Loterie nationale. Depuis 1994, le Heritage Lottery Fund a accordé environ 4 milliards de livres sterling de subventions à plus de 26 000 projets.
En 2004, à l'occasion du 10e anniversaire de la Loterie nationale, les Prix de la Loterie nationale ont été instaurés en tant qu'événement annuel visant à récompenser les projets financés par la Loterie à travers le Royaume-Uni. Des projets sont sélectionnés comme les meilleurs dans différentes catégories. Les trophées sont conçus et produits par Gaudio Awards.

## Prix non réclamés
Les billets gagnants doivent être réclamés dans les 180 jours suivant le tirage. Si un prix n'est pas réclamé dans ce délai, il est distribué via le Fonds de distribution de la Loterie nationale. Pour les gros lots (50 000 £ et plus), environ deux semaines après le tirage, si aucune réclamation n'a été faite, la zone géographique d'achat du billet est rendue publique.
Le prix non réclamé le plus élevé distribué de cette manière à ce jour était un billet gagnant d'une valeur de 63 837 543,60 £ qui avait été acheté dans la région de Stevenage et Hitchin lors du tirage de l'Euromillions du 8 juin 2012. Il s'agit d'un record mondial de prix non réclamé. Tous les revenus d'investissement provenant des prix non réclamés sont également affectés aux bonnes causes via le Fonds de distribution de la Loterie nationale.

### Citations originales
1. ↑  (en) « projects involving the local, regional and national heritage »